# Renate Sturm-Francke

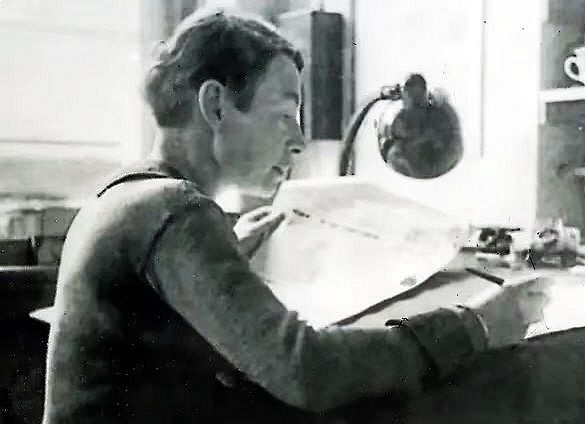
Renate Sturm-Francke in den 1940er Jahren

Renate Sturm-Francke (* 24. Januar 1903 in Störmthal; † 27. September 1979 in Grimma) war eine deutsche Museumsleiterin, Bodendenkmalpflegerin und Heimatforscherin.

## Leben
Renate Francke – so ihr Geburtsname – kam im südlich von Leipzig gelegenen Störmthal zur Welt. Sie war neben fünf Geschwistern die Tochter von Karl Francke und seiner Frau Frida Gabriele, geborene Brückmann. Nach dem Umzug der Familie nach Grimma 1910 besuchte sie nach der Volksschule die dortige höhere Töchterschule. Mit 16 Jahren ging sie nach Dresden, um sich in zwei Jahren zur Kindergärtnerin ausbilden zu lassen. Sie arbeitete aber nie in diesem Beruf.
Stattdessen erweiterte sie ihr Wissen. Sie lernte Englisch, Französisch, Spanisch und Latein. An der Leipziger Universität belegte sie Kurse in Philosophie, Kunstgeschichte, Wirtschaftswissenschaften und Jura.
1927 heiratete sie den Rechtsanwalt Johannes Sturm (1901–1987), der in den 1920er Jahren die heutige Grimmaer Anwaltskanzlei Finsterbusch gründete. Sie nahm, für diese Zeit noch ungewöhnlich, den Doppelnamen Sturm-Francke an, da sie der berühmten Theologenfamilie Francke entstammte. 1934 erfolgte der Kauf von Sommerhaus und parkartigem Garten im Grimmaer Ortsteil Hohnstädt von der letzten Nachkommin des Verlegers Georg Joachim Göschen, des später so genannten Göschenhauses. Bis ins hohe Alter lebten zwar beide Ehepartner noch in diesem Haus, gingen aber getrennte Wege mit anderen Partnern. Während des Zweiten Weltkrieges arbeitete sie als Korrespondentin und Korrektorin in der Redaktion der „Nachrichten für Grimma“, der lokalen Zeitung, die zusammen mit einer Buchdruckerei im Besitz der Familie Bode war.
Frühzeitig erwachte ihr Interesse an regionaler Geschichte, und sie begann mit dem Sammeln von heimatgeschichtlichen Objekten. 1949 nahm sie aktiv an archäologischen Grabungen in Sachsendorf bei Wurzen, Kloster Nimbschen, Klinga, Pomßen und Großsteinberg teil. Sie hatte Kenntnisse und Aufgaben als Bodendenkmalpflegerin, in der Denkmalpflege und auf dem Gebiet der Volkskunde. Von 1950 bis 1955 war sie Leiterin des Heimatmuseums Grimma. Als 1954 die Zeitschrift Der Rundblick. Zeitschrift für Kultur und Heimat der Kreise Wurzen, Oschatz und Grimma gegründet wurde, wurde sie Redaktionsmitglied und blieb es bis zu ihrem Tode. Sie verfasste rund 300 Artikel.

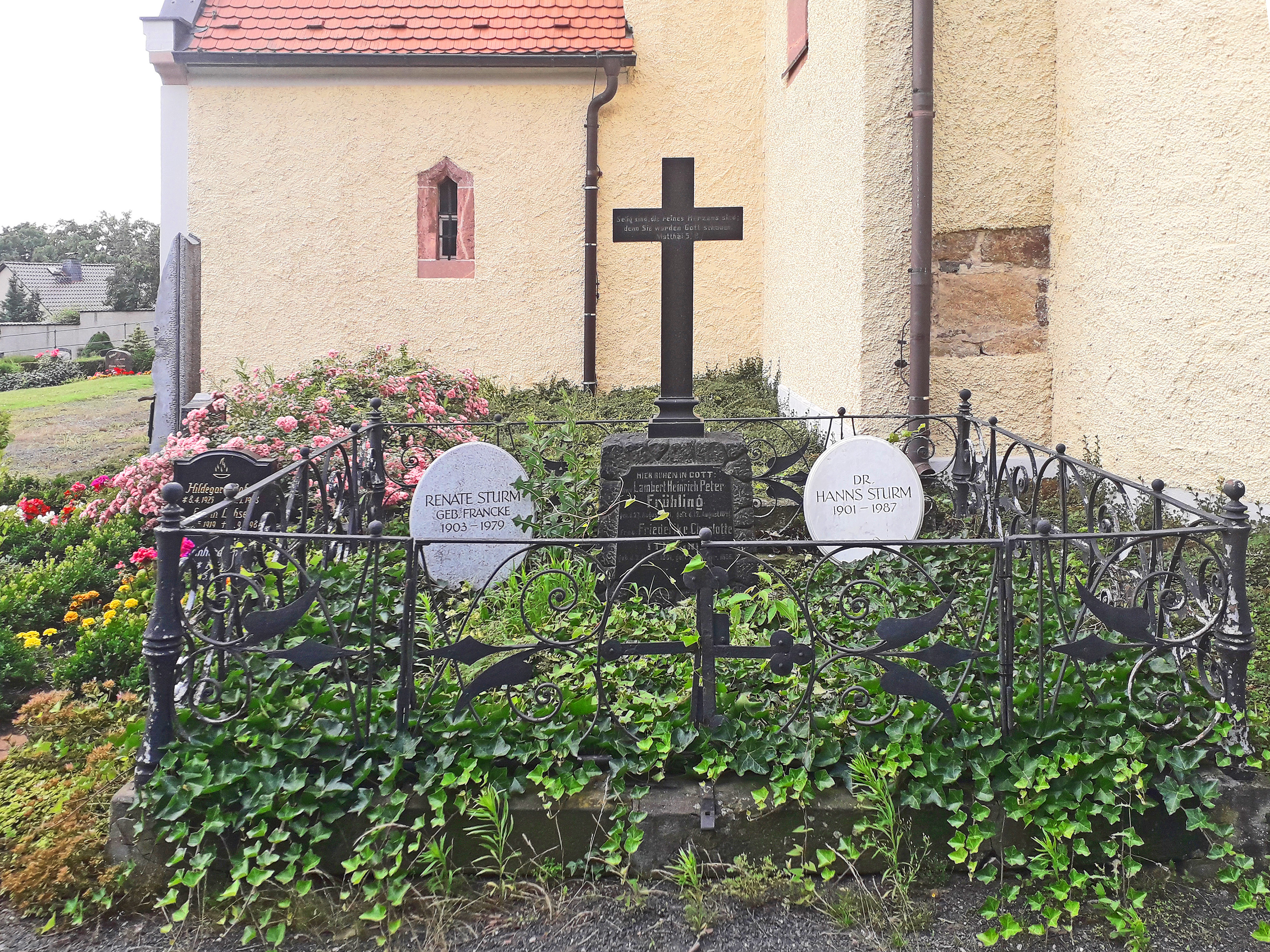
Ihr Grab (2021)

1951 half sie mit Wissen und Materialien bei der Einrichtung der Heimatstube in Mutzschen. Als sie sich mit einem der dortigen Aktiven überwarf, drohte das Ende der Einrichtung. Renate Sturm-Francke überzeugte eine ehemalige Geschichtslehrerin und Fachberaterin, die Heimatstube mit ihrer Unterstützung zu übernehmen. Dieses Museum besteht noch heute in Mutzschen.
In zahlreichen Bereichen des Kulturlebens ihrer unmittelbaren Heimat hat Renate Sturm-Francke ihre Handschrift hinterlassen. Auch für den Erhalt der St. Georgen-Kapelle setzte sie sich ein, ja sie rettete diese vor dem Verfall und ihrer Zerstörung. Als Hommage an sie stellte in dieser Kapelle der Fotograf Gerhard Weber eine Sammlung von Fotos von Renate Sturm-Francke aus. (Ausstellung bis zum 1. August 2021)

## Das Göschenhaus

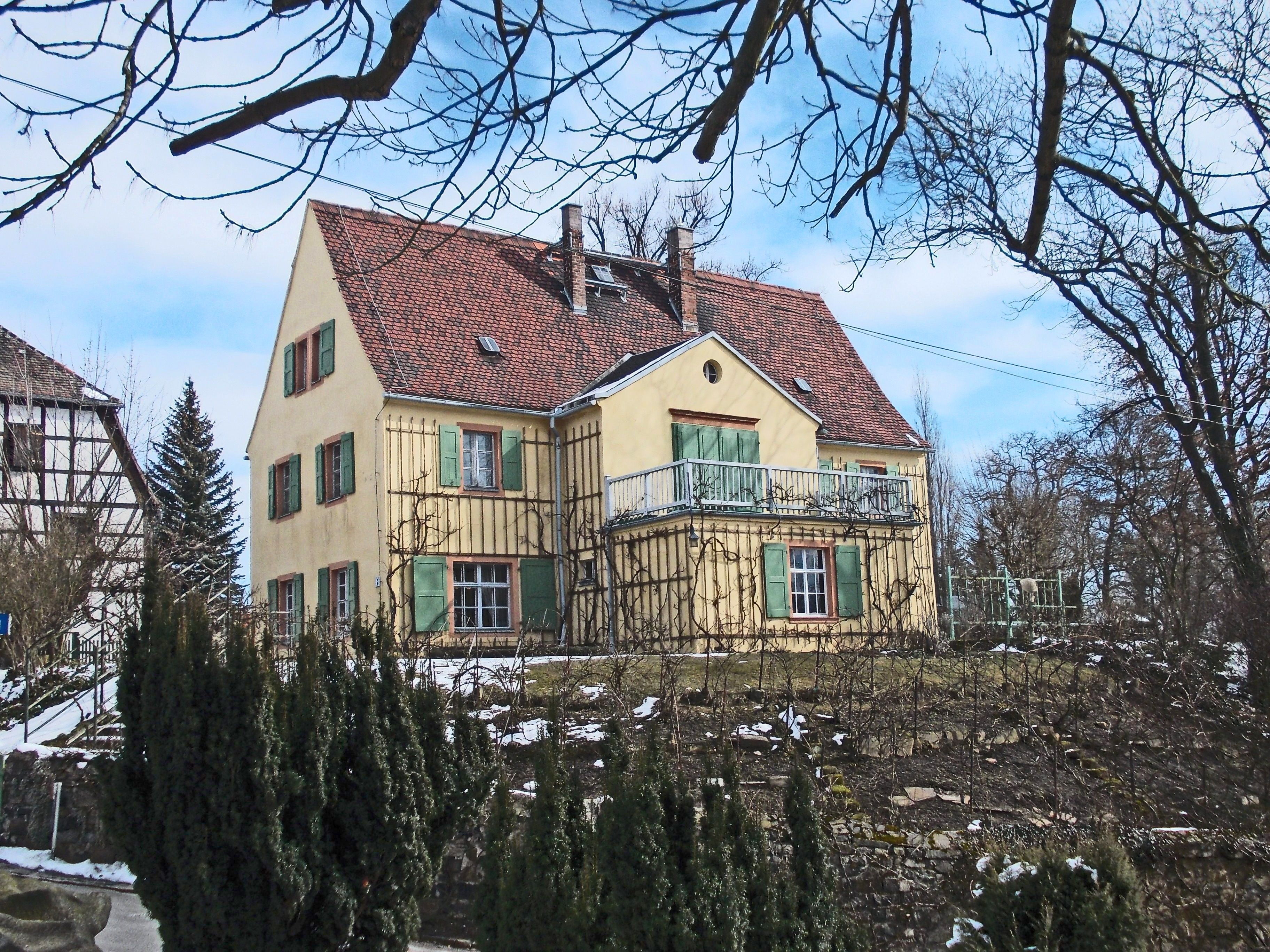
Das Göschenhaus (2013)

Ihr Lebenswerk aber fand Renate Sturm-Francke im eigenen Wohnhaus. Mit ihren Sammelstücken hatte sie 1950 die Heimatstube Hohnstädt gegründet, die sie 1954 in ihr Göschenhaus holte. Sie erweiterte die Ausstellung zu einer Gedenkstätte für den früheren Besitzer des Hauses. Damit wurde das Göschenhaus zum ersten und einzigen Museum in Deutschland für einen Verleger. Später erweiterte sie noch die Thematik auf andere Dichter, die mit dem Haus oder Göschen in Verbindung waren, wie Friedrich Schiller, Johann Gottfried Seume und Christian Gottfried Körner.
Das Museum war stets gut besucht. Besonders beliebt waren ihre KKK-Veranstaltungen, das heißt Kultur mit Kaffee und Kuchen (oft selbst gebacken). Die Tradition der KKK-Veranstaltungen wird auch heute noch gepflegt.
Um das Museum über ihren Tod hinaus zu erhalten, schenkte sie 1967 das Göschenhaus den Nationalen Forschungs- und Gedenkstätten der klassischen deutschen Literatur in Weimar. 1979 übernahm das Stadtgeschichtliche Museum Leipzig das Göschenhaus als Außenstelle. Seit 1995 gehört das Göschenhaus der Stadt Grimma.

## Schriften (Auswahl)
- Das Göschenhaus in Grimma-Hohnstädt.  Nationale Forschungs- u. Gedenkstätten der Klassischen Deutschen Literatur,  Weimar 1977 (5. Aufl.)
- (mit Gerhardt Gimpel): Erzählungen zur Geschichte der Arbeiterbewegung im Grimmaer Land. Für den Heimatkundeunterricht in 4. Klassen, Grimma 1958
- (mit Max Voigt): Mit Bleistift und Kamera nach Bahren, Kreis Grimma. In: Der Rundblick, Wurzen: Wurzener Tageblatt, Bd. 12 (1965), S. 403–407.